# Bodoland
Bodoland és el nom que els bodos donen al seu país. De moment el govern d'Assam s'oposa a la segregació però part del territori bodo constitueix una àrea autònoma (Bodoland Territorial Council) des del 2003.
La majoria dels bodos desenvolupen la seva lluita políticament i la conscienciació del poble fou dirigida pels moviments moderats All-Bodo Students Union (ABSU) i el Bodoland State Movement Committee (BSMC), que a partir de finals del segle XX van passar a estar sota un major control dels moviments més radicals: el Bodoland Liberation Tiger Force (BLTF) i el Front Nacional Democràtic de Bodoland (NDFB) abans conegut per Bodo Security Force (BDSF).
Els continus talls de les vies de comunicació que aïllen el territori Bodo, va permetre el desenvolupament de certes campanyes de neteja ètnica sobretot contra els bengalís, emigrants musulmans, i altres residents no membres dels grups assamesos.
Des de la firma de l'acord entre Assam i els líders bodos el 1993 uns cinc-cents residents van perdre la vida en accions armades puntuals. De fet l'origen del moviment bodo cal buscar-lo en la massiva emigració de bengalís a la regió contra la voluntat expressada dels bodos i ignorada pels successius governs.
El govern de Histewar Saikia (1991-1996), del Partit del Congrés, no va saber tallar la situació deixant una complicada herència al nou govern de Prafulla Kumar Mahanta (1996-2001) del Asom Gana Parishad. Aquest va acabar apartat del seu propi partit (que havia fundat), si bé la qüestió dels bodo no en fou la principal causa. El 2001 va tornar el Partit del Congrés amb Shri Tarun Gogoi que el 2003 va arribar a un acord de pau amb el BLTF.
El NDFB domina la regió de Darrang i les regions del nord amb Nalbarri i Kamrup, i el BLTF domina l'escena en Kokrajhar i parts dels districtes de Barpeta i Bongaigaon.